# Мурпарк (Калифорнија)
Мурпарк (енгл. Moorpark) град је у америчкој савезној држави Калифорнија. По попису становништва из 2010. у њему је живело 34.421 становника.

## Демографија
Према попису становништва из 2010. у граду је живело 34.421 становника, што је 3.006 (9,6%) становника више него 2000. године.
| Група             | 2000.          | 2010.          |
| Белци             | 19.611 (62,4%) | 19.654 (57,1%) |
| Афроамериканци    | 476 (1,5%)     | 533 (1,5%)     |
| Азијати           | 1.770 (5,6%)   | 2.352 (6,8%)   |
| Хиспаноамериканци | 8.735 (27,8%)  | 10.813 (31,4%) |
| Укупно            | 31.415         | 34.421         |